# تعداد الأردن 2015
التعداد العام للسكان والمساكن في الأردن لسنة 2015 هو تعداد سكاني في الأردن بدأ في 30 نوفمبر 2015 وحتى 10 ديسمبر 2015. قامت به دائرة الإحصاءات العامة بمساعدة وزارة التربية والتعليم واُعلن عن نتائجه النهائية في 22 فبراير 2016. حيثُ بلغ عدد سكان المملكة الأردنية الهاشمية 9,531,712 نسمة، منهم 6,6 مليون يحملون الجنسية الأردنية بنسبة 69.4 %. فيما شكل عدد السكان من غير الأردنيين 2,918,125 نسمة بنسبة 30.6 %.